# 楊欽 (弘治進士)
楊欽（1469年—？），字敬之，直隸廬州府合肥縣人，明朝政治人物。

## 生平
應天府鄉試第四十三名舉人。弘治十五年（1502年）中式壬戌科二甲第七十五名進士。历官兵部郎中，正德十一年（1516年）十月升光禄寺少卿。丁忧归，服阕，以赴部年馀无缺，嘉靖二年（1523年）三月添注原官。升南京太仆寺少卿，六年四月升南京鸿胪寺卿。

## 家族
曾祖楊敏；祖父楊傑；父楊昶，母劉氏。具庆下。兄鋭、鐸、弟鋼。